# Kebede Balcha
Kebede Balcha (7 september 1951 - 10 juli 2018) was een Ethiopisch langeafstandsloper, die gespecialiseerd was in de marathon.
Balcha schreef viermaal de marathon van Montreal op zijn naam. Ook won hij in 1977 de marathon van Athene en in 1979 de marathon op de Afrikaanse kampioenschappen. In 1980 maakte hij zijn olympisch debuut op de Olympische Spelen van Moskou. Hierbij moest hij bij de marathon nog voor de finish opgeven.
Zijn beste prestatie behaalde hij in 1983 met het winnen van een zilveren medaille op het WK in Helsinki.
Hij kreeg een verblijfsvergunning in Canada, waar hij overleed in Canada op 66-jarige leeftijd.

## Titels
- Afrikaans kampioen marathon - 1979

## Persoonlijke records
| Onderdeel | Prestatie | Datum             | Plaats   |
| --------- | --------- | ----------------- | -------- |
| marathon  | 2:10.03   | 25 september 1983 | Montreal |

## Palmares

### Marathon
- 1977:  Marathon van Athene - 2:14.40,8
- 1977:  Marathon van Essonne - 2:16.46
- 1979:  Marathon van Montreal - 2:11.35
- 1979:  Afrikaanse kampioenschappen - 2:29.53
- 1980: DNF OS
- 1981:  Marathon van Montreal - 2:11.10
- 1983:  Marathon van Montreal - 2:10.03
- 1983:  WK in Helsinki - 2:10.27
- 1983: 4e Londen Marathon - 2:11.32
- 1983: 6e Marathon van Tokio - 2:12.07
- 1984:  Marathon van Frankfurt - 2:11.40
- 1985:  Afrikaanse kampioenschappen - 2:24.31
- 1985: 11e Marathon van Hiroshima - 2:11.19
- 1985:  Marathon van Tokio - 2:12.27
- 1985:  Marathon van Montreal - 2:12.39
- 1986: 11e Marathon van Tokio - 2:14.11
- 1987:  Afrikaanse Spelen - 2:16.07 (te hoog)
- 1988:  Afrikaanse kampioenschappen - 2:29.04
- 1988: 6e Marathon van Rotterdam - 2:12.04
- 1988: 11e Marathon van Fukuoka - 2:12.55
- 1989:  Afrikaanse kampioenschappen - 2:26.35